# Nhân Hóa
Nhân Hóa (Tiếng Trung Quốc: 仁化县, Hán Việt: Nhân Hóa huyện) là một huyện của địa cấp thị Thiều Quan (韶关市), tỉnh Quảng Đông, Cộng hòa Nhân dân Trung Hoa. Huyện này có diện tích 2.204 km², dân số năm 2004 là 225.200 người.

## Lịch sử
Năm 207 TCN, Nam Việt vương Triệu Đà cho đắp thành tại phía bắc vùng đất này, cũng là cửa ải phía bắc của Nam Việt, nhân đó gọi là Thành Khẩu (tên gọi còn tồn tại tới ngày nay). Năm 479, nhà Nam Tề thành lập huyện Nhân Hóa, cho thuộc về quận Thủy Hưng của Tương Châu. Năm 502, nhà Lương bỏ huyện Nhân Hóa, sáp nhập vào huyện Khúc Giang. Năm Thùy Củng thứ 4 (688), nhà Đường lại tách huyện Nhân Hóa ra khỏi huyện Khúc Giang, cho trực thuộc Thiều Châu. Năm 2004, chính quyền Cộng hòa Nhân dân Trung Hoa cắt các trấn Chu Điền, Hoàng Khanh, Đại Kiều từ huyện Khúc Giang về huyện Nhân Hóa.

## Khí hậu
Huyện Nhân Hóa nằm trong khu vực có khí hậu cận nhiệt đới gió mùa, với mùa đông-xuân lạnh, hạ-thu nóng, nhiệt độ bình quân năm đạt 19,6 °C; lượng giáng thủy trung bình năm đạt 1.620 mm; số ngày không có sương mù khoảng 305 ngày.

## Phân chia hành chính
Huyện được chia ra thành 1 nhai đạo, 11 trấn.
- Nhai đạo: Đan Hà
- Nhân HóaTrấn: Thành Khẩu, Trường Giang, Phù Khê, Đổng Đường, Thạch Đường, Văn Thiều, Hồng Sơn, Hoàng Khanh, Đại Kiều, Chu Điền.